# Prospekt's March
Prospect's March er en EP (Maxi single) cd som er udgivet efter Viva la Vida or Death and All His Friends (eller bare Viva la Vida) af Coldplay. Cd'en er anden del af Viva la Vida-CD'en.